# Hugo Dinckelberg

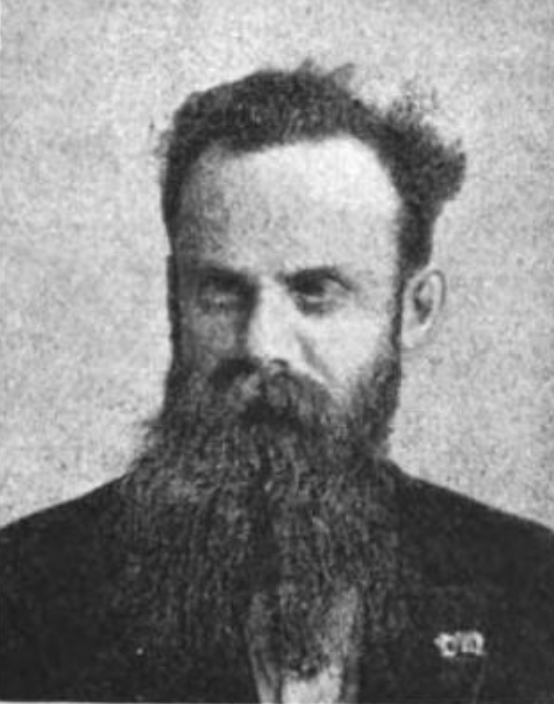
Hugo Dinckelberg

Lebrecht Hugo Dinckelberg (* 20. Januar 1846 in Magdeburg; † nach 1916) war ein deutscher Hofbeamter im Fürstentum Schwarzburg-Sondershausen, Dichter und Schriftsteller (Pseudonym Hans vom Berge).

## Leben
Er wurde als Sohn des Kaufmanns Albrecht Gustav Ernst Dinckelberg und der Charlotte Friedericke Amalie Auguste Dinckelberg, geborene Müller, geboren und am 1. März 1846 in der Katharinenkirche evangelisch getauft. Die Familie lebte zu dieser Zeit in Magdeburg an der Adresse Breiter Weg 139. 1866 lebte er in Erfurt in der Predigerstraße 16. Er heiratete 1875 Hedwig Huth. Aus der Ehe ging zumindest 1876 die Tochter Charlotte Luise Margaretha (1876–1953) hervor. Zu diesem Zeitpunkt lebte die Familie in der Schwertfegerstraße 19 in Magdeburg.

### Karriere
Dinckelberg nahm als Unteroffizier der 7. Kompanie des Kaiser Alexander Garde-Grenadier-Regiment Nr. 1 am Krieg gegen Frankreich teil. Er nahm unter anderem an der Schlacht von Gravelotte teil. Für Verdienste bei der Schlacht von Le Bourget am 30. Oktober 1870 wurde er am 5. November desselben Jahres mit dem Eisernen Kreuz II. Klasse ausgezeichnet. Bei der Schlacht erlitt er eine Verwundung am Oberschenkel. Er führte später den Rang eines Leutnant a. D. Nach Kriegsende fungierte er zunächst als Redakteur der Magdeburger Theater-Zeitung. 1875 war er Redakteur der Deutschen Kriegerzeitung und wohnte in der Magdeburger Scharrnstraße 9.

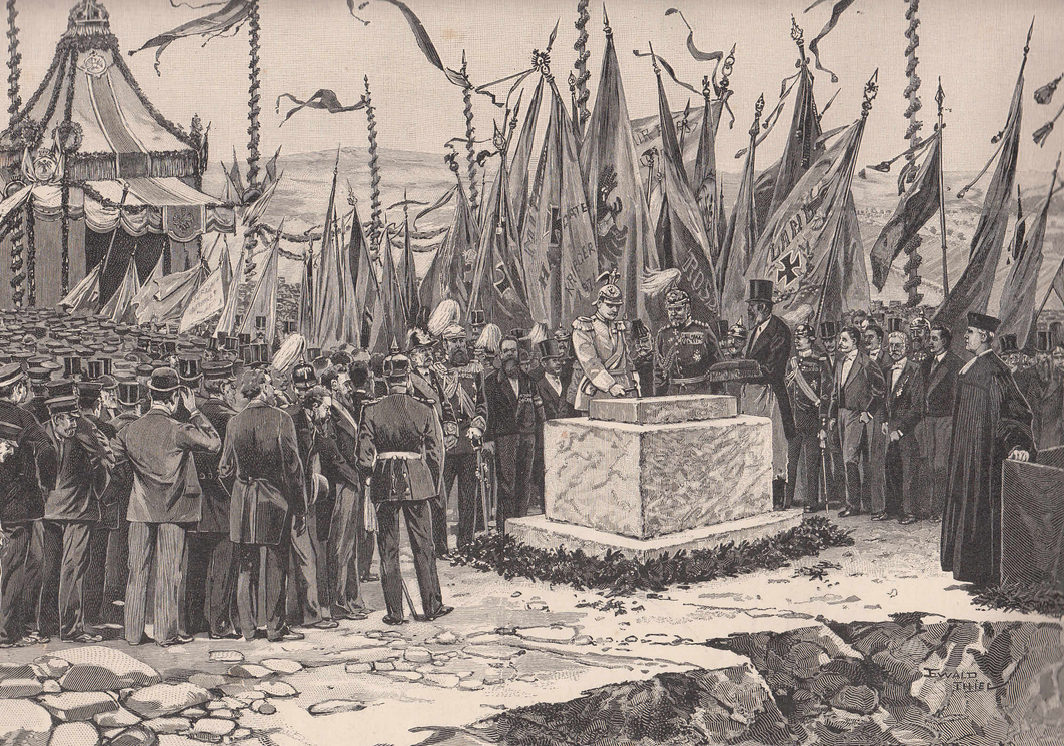
Grundsteinlegung des Kyffhäuser-Denkmals. Hofrath Dinckelberg links neben Fürst Günther Victor.

Dinkelberg agierte als Redakteur später auch für Der Deutsche und die Mühlhauser Zeitung. Er wurde Präsident der Schwarzburger Krieger-Kameradschaft (63 Vereine mit 2130 Mitgliedern; Stand 1890), Ehrenpräsident der Vereinigten Magdeburger Militär-Vereine, der Provinzial-Sächsischen Kriegerkameradschaft und Ausschussmitglied im Deutschen Reichs-Kriegerverband. Er war Hofrat im Fürstentum Schwarzburg-Sondershausen und nahm an der Grundsteinlegung des Kyffhäuser-Denkmals teil. 1916 lebte er in Koblenz.

## Werke (Auswahl)
- Lorbeer und Palmenblatt. 1880.
- Die Brüder. November 1882.
- Deutsches Fürsten-Buch. Lebensbilder der zeitgenössischen deutschen Regenten. Rengersche Buchhandlung, 1890 (mit Bernhard Anemüller, Paul von Bojanowski, Gustav von Buchwald, Rudolf Bunge, Julius Ernst von Günthert, Ludwig Hänselmann, Ferdinand Hahn, Heinrich Hildebrandt-Strehlen, Professor Koch, Fedor von Köppen, Bernhard von Kugler, Johann Georg Längin, Georg Christian Petzet, Otto Preuß, Dr. Schambach, Friedrich Wilhelm Schirrmacher, Maximilian Schmidt, Pfarrer H. Schulze, Hermann Scipio, Robert Waldmüller-Duboc, Karl Wöbcken und Gebhard Zernin)
- Kriegs-Erlebnisse eines Kaiser Alexander Garde-Grenadiers im Feld und im Lazaret 1870–71. 1890.
- Ich denke drin!, Herbst-Gruß, Kaiser Wilhelm, Die Hütte im Walde, in Unsere Dichter in Word und Bild, 1893. (Digitalisat)